# Balassagyarmat
Balassagyarmat  (in slovacco: Balážske Ďarmoty, in tedesco: Jahrmarkt) è una città di 15.570 abitanti situata nella contea di Nógrád, nell'Ungheria settentrionale.

## Geografia fisica
La città giace sulla riva sinistra del fiume Ipel', che delinea il confine statale con la Slovacchia.

## Storia
Lo stemma della città riporta l'iscrizione "Civitas Fortissima" perché nel gennaio 1919 le truppe cecoslovacche attraversarono la linea di demarcazione delineata nel dicembre 1918 in preparazione del Trattato del Trianon, occupando illegalmente le città a Sud del confine, inclusa Balassagyarmat. La popolazione locale riuscì a respingere le truppe cecoslovacche in un serio scontro militare in cui persero la vita molti dei civili partecipanti.
Durante la Seconda guerra mondiale, Balassagyarmat fu presa dalle truppe sovietiche del secondo Fronte ucraino nel corso della offensiva di Budapest.

## Amministrazione

### Gemellaggi
- Dej, Romania
- Heimenkirch, Germania
- Ostrołęka, Polonia
- Lamezia Terme, Italia
- Slovenské Ďarmoty, Slovacchia